# Miranda Schmidt-Robben
Miranda Schmidt-Robben (* 13. Dezember 1986 in Klijndijk, geborene Miranda Robben) ist eine ehemalige niederländische Handballspielerin.
Schmidt-Robben spielte bis 2005 beim niederländischen Erstligisten E&O Emmen. Daraufhin wechselte sie zum Ligarivalen V&L Geleen. Zwei Jahre später unterschrieb sie einen Vertrag beim deutschen Zweitligisten Borussia Dortmund. Schmidt-Robben erzielte in ihrer ersten Saison über 100 Treffer und stieg mit dem BVB in die Bundesliga auf. Nach einer weiteren Saison beim BVB, in der Robben 74 Tore in der Bundesliga erzielte, schloss sie sich dem Zweitligisten HSG Bad Wildungen an. Mit der HSG stieg sie 2011 in die Bundesliga auf. Zwei Jahre später kehrte sie mit der HSG Bad Wildungen wieder in die 2. Bundesliga zurück. Ab dem Februar 2014 pausierte sie schwangerschaftsbedingt. Nachdem Schmidt-Robben im September 2014 einen Sohn zur Welt gebracht hatte, kehrte sie im Dezember 2014 in den Kader von HSG Bad Wildungen zurück. Nach der Saison 2017/18 beendete sie ihre Karriere. Im Januar 2020 gab sie ihr Comeback für die HSG Bad Wildungen. Im August 2021 gab der Thüringer HC ihre kurzfristige Verpflichtung für die Saison 2021/22 bekannt. Anschließend beendete sie ihre Karriere. Ab dem Sommer 2023 lief sie für den Oberligisten HSG Twistetal auf. Nachdem Schmidt-Robben sich im selben Jahr eine Achillessehnenruptur zugezogen hatte, beendete sie endgültig ihre Karriere. Sie blieb dem Verein als Co-Trainerin erhalten.
Miranda Schmidt-Robben absolvierte 92 Länderspiele für die Niederlande, in denen sie 129 Treffer erzielte. Mit den Niederlanden nahm sie 2005 an der Weltmeisterschaft in Russland teil, wo man den fünften Rang belegte.
Ihre Schwester Jolanda gehörte ebenfalls dem Kader der niederländischen Handballnationalmannschaft an.